# Pierre Brasdor
Pierre Brasdor est un chirurgien français. Né le 19 décembre 1721 à Avoise, il est décédé le 28 septembre 1799 à Paris.

## Biographie
Après avoir étudié à Paris, il est admis au Collège des chirurgiens en 1752. Enseignant l'anatomie et les opérations chirurgicales, il devient directeur de l'Académie de chirurgie. On lui doit des études sur l'inoculation.
Une méthode consistant à lier l'artère au-delà de la tumeur dans les anévrismes porte son nom.

## Œuvres
Il est l'auteur de plusieurs mémoires dont le plus célèbre reste Les amputations dans les articulations.